# Tapeinosperma glandulosum
Tapeinosperma glandulosum är en viveväxtart som beskrevs av André Guillaumin. Tapeinosperma glandulosum ingår i släktet Tapeinosperma och familjen viveväxter. Inga underarter finns listade i Catalogue of Life.